# Enguterothrix
Enguterothrix is een geslacht van spinnen uit de familie hangmatspinnen (Linyphiidae).

## Soorten
De volgende soorten zijn bij het geslacht ingedeeld:
- Enguterothrix crinipes Denis, 1962
- Enguterothrix fuscipalpis Denis, 1962
- Enguterothrix tenuipalpis Holm, 1968